# کرویاتچه
کرویاتچه (به لهستانی:  Krywiatycze) یک روستا در لهستان است که در گمینا اورلا واقع شده‌است.